# São Roque (Marechal Cândido Rondon)
São Roque é um distrito do município brasileiro de Marechal Cândido Rondon, no estado do Paraná.